# Tourisme fluvial à Paris

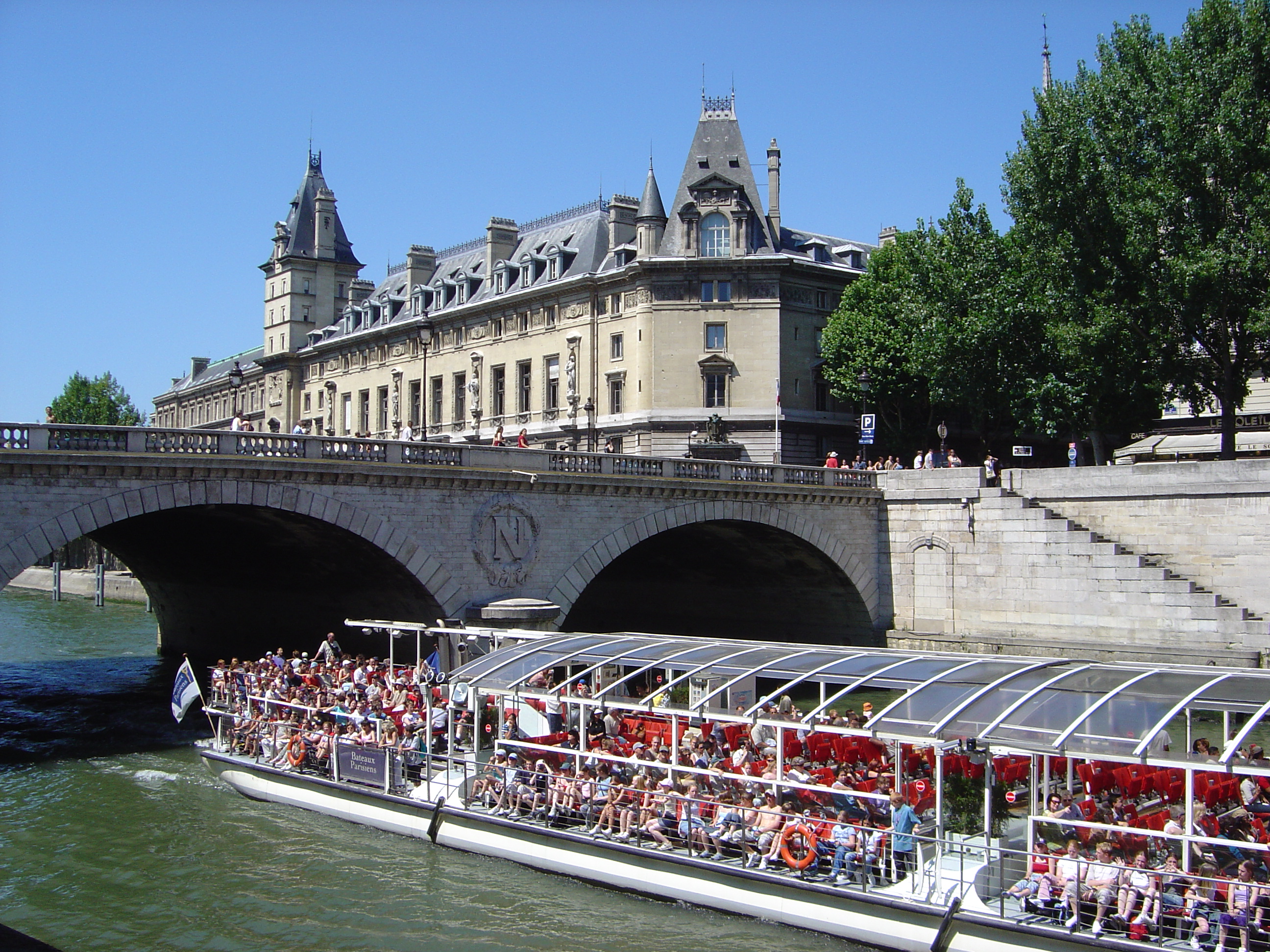
Bateau de la compagnie des Bateaux Parisiens.

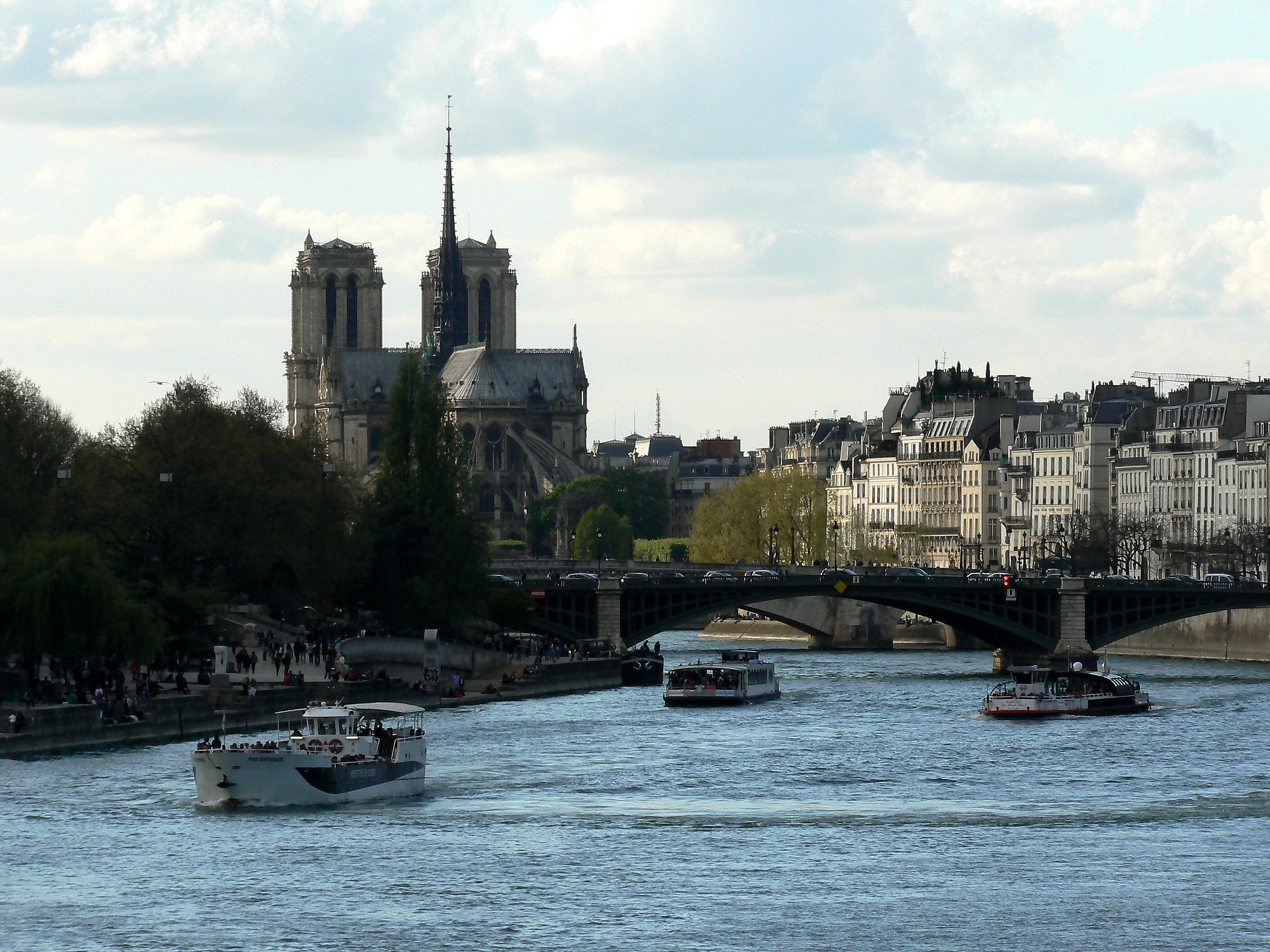
Les bateaux remontent la Seine jusqu'à la Cathédrale Notre-Dame de Paris

Le tourisme fluvial à Paris est assuré par plusieurs compagnies proposant des services touristiques sur la Seine, dont la plus connue est la Compagnie des Bateaux Mouches.
Note : Bateaux Mouches étant une marque déposée, il est préférable d'utiliser Bateau-omnibus qui est un terme générique.

## Histoire
Les liaisons fluviales à Paris sont toutes supprimées le 5 mai 1934 sur décision du conseil général, faute de voyageurs. La Seine ne connaît plus alors qu'un trafic de marchandises ou plus marginalement de plaisance, et il faut attendre les années 1950 pour voir réapparaître un premier service touristique privé ouvert aux voyageurs, avec d'anciennes unités des navettes fluviales parisiennes de la STCRP, restaurées et adaptées.
De 2008 à 2011, le Syndicat des transports d'Île-de-France a expérimenté sur la Seine le service Voguéo, une navette fluviale accessible avec les abonnements franciliens habituels. Elle comportait cinq escales entre la gare d'Austerlitz et l'École vétérinaire de Maisons-Alfort. Cette expérimentation, d'une durée de trois ans, était destinée à évaluer entre autres la clientèle, l'offre et la régularité, en préfiguration d’un service de transport fluvial plus complet et ambitieux qui aurait pu voir le jour à partir de 2012.
La ligne offrait aux Franciliens et touristes la possibilité de découvrir la Seine en amont de Paris et ainsi de découvrir plusieurs ponts et lieux de Paris, rarement inclus dans les parcours touristiques.